# Alchemilla polychroma
Alchemilla polychroma är en rosväxtart som beskrevs av S. Fröhner. Alchemilla polychroma ingår i släktet daggkåpor, och familjen rosväxter. Inga underarter finns listade i Catalogue of Life.